# Église Notre-Dame-de-l'Annonciation-et-Saint-Victor-Martyr d'Aubignan
Pour les articles homonymes, voir Notre-Dame-de-l'Annonciation.
L'église Notre-Dame-de-l'Annonciation-et-Saint-Victor-Martyr d'Aubignan est une église bâtie au XVIIIe siècle, après l'effondrement de l'ancienne église, en 1729. 
L'église fait l’objet d’une inscription au titre des monuments historiques depuis le 21 juillet 1970.

## Construction

### Clocher
De forme octogonale, il est situé sous un toit conique. Celui-ci, détruit sous la Révolution française, fut reconstruit en 1845.

## Bâtiment
Construite adossée à l'ancien rempart de la ville, l'église est construite suivant une orientation nord-sud, contrairement à l'orientation habituelle des églises, vers l'est. 